# Dorudontinae
Dorudontinae es una subfamilia de cetáceos arqueocetos integrada por ocho géneros.

## Clasificación
- Subfamilia Dorudontinae
  - Género Ancalecetus
    - Ancalecetus simonsi

  - Género Chrysocetus
    - Chrysocetus healyorum

  - Género Cynthiacetus
    - Cynthiacetus maxwelli

  - Género Dorudon
    - Dorudon atrox
    - Dorudon serratus

  - Género Masracetus
    - Masracetus markgrafi

  - Género Ocucajea
    - Ocucajea picklingi

  - Género Pontogeneus?
    - Pontogeneus brachyspondylus

  - Género Saghacetus
    - Saghacetus osiris

  - Género Stromerius
    - Stromerius nidensis

  - Género Supayacetus
    - Supayacetus muizoni

  - Género Zygorhiza
    - Zygorhiza kochii